# 近藤隼斗
近藤 隼斗（こんどう はやと、2001年5月15日 - ）は、日本の柔道家。佐賀県武雄市出身。階級は60kg級。身長163cm。血液型はA型。組み手は左組み。得意技は大内刈。妹は2021年のインターハイ48kg級で優勝した近藤美月。

## 経歴
柔道は7歳の時に武雄警察署少年柔道教室で始めた。小学校6年の時に全国小学生学年別柔道大会の50kg級に出場するも、初戦で敗れた。有田中学2年の時には全国中学校柔道大会66kg級の2回戦で敗れるも、3年の時には60kg級に出場して優勝した。佐賀工業高校に進むと、1年の時には全日本カデで優勝した。世界カデでは個人戦と団体戦でともに3位となった。全国高校選手権では優勝した。2年の時には全日本カデで2連覇すると、インターハイでも優勝した。全日本ジュニアでは3位だったが、全国高校選手権には出場しなかった。3年の時にはアジアジュニアで優勝すると、インターハイでは2連覇を果たした。
2020年には国士館大学へ進学した。2年の時にはグランドスラム・バクーに出場すると、準決勝でロシアのアルベルト・オグゾフに技ありで敗れるも3位になった。全日本ジュニアでは優勝した。3年の時には全日本強化選手選考会で優勝した。講道館杯では決勝で旭化成の古賀玄暉を技ありで破って優勝した。グランドスラム・東京では2回戦で東京オリンピック銀メダリストである台湾の楊勇緯を内股で破ると、準決勝では古賀を技ありで破るも、決勝では韓国のチョン・スンボムに技ありで敗れて2位にとどまった。4年の時には体重別の初戦で敗れた。アジア大会では準々決勝で楊に反則負けを喫するなどして7位にとどまった。グランドスラム・タシケントでは2回戦で中立名義で出場したロシアのガムザト・ザイルベコフに合技で敗れた。2024年4月からはパーク24の所属となった。体重別では決勝で天理大学1年の福田大和に一本背負投で逆転勝ちして優勝した。5月のグランドスラム・ドゥシャンベでは準決勝で地元タジキスタンのムハンマドソレ・クバトフに大内刈で敗れて3位に終わった。9月のグランプリ・ザグレブでは3回戦でフランスのエンゾ・ジャンに技ありで敗れた。2025年4月の体重別では決勝で筑波大学4年の白金宏都を有効で破って今大会2連覇した。7月のグランドスラム・ウランバートルでは決勝まで進むも、白金に技ありで敗れて2位にとどまった。今大会の48kg級で妹が優勝したため、兄妹でのメダル獲得となった。
IJF世界ランキングは500ポイント獲得で62位（2025年7月20日現在）。

## 戦績
- 2016年 - 全国中学校柔道大会 優勝
- 2017年 - 全日本カデ 優勝
- 2017年 - 世界カデ 個人戦 3位 団体戦 3位
- 2018年 - 全国高校選手権 優勝
- 2018年 - 全日本カデ 優勝
- 2018年 - ポーランドカデ国際 3位
- 2018年 - インターハイ 優勝
- 2018年 - 全日本ジュニア 3位
- 2018年 - エクサンプロバンスジュニア国際 優勝
- 2019年 - アジアジュニア 優勝
- 2019年 - インターハイ 優勝
- 2019年 - エクサンプロヴァンスジュニア国際 優勝
- 2021年 - グランドスラム・バクー 3位
- 2021年 - 全日本ジュニア 優勝
- 2022年 - 全日本強化選手選考会 優勝
- 2022年 - 講道館杯 優勝
- 2022年 - グランドスラム・東京 2位
- 2023年 - アジア大会 7位
- 2023年 - 体重別団体 3位
- 2024年 - 体重別 優勝
- 2024年 - グランドスラム・ドゥシャンベ 3位
- 2024年 - 国スポ 優勝
- 2024年 - 講道館杯 7位
- 2025年 - 体重別 優勝
- 2025年 - グランドスラム・ウランバートル 2位

（出典、JudoInside.com）